# کشاورزی فضایی

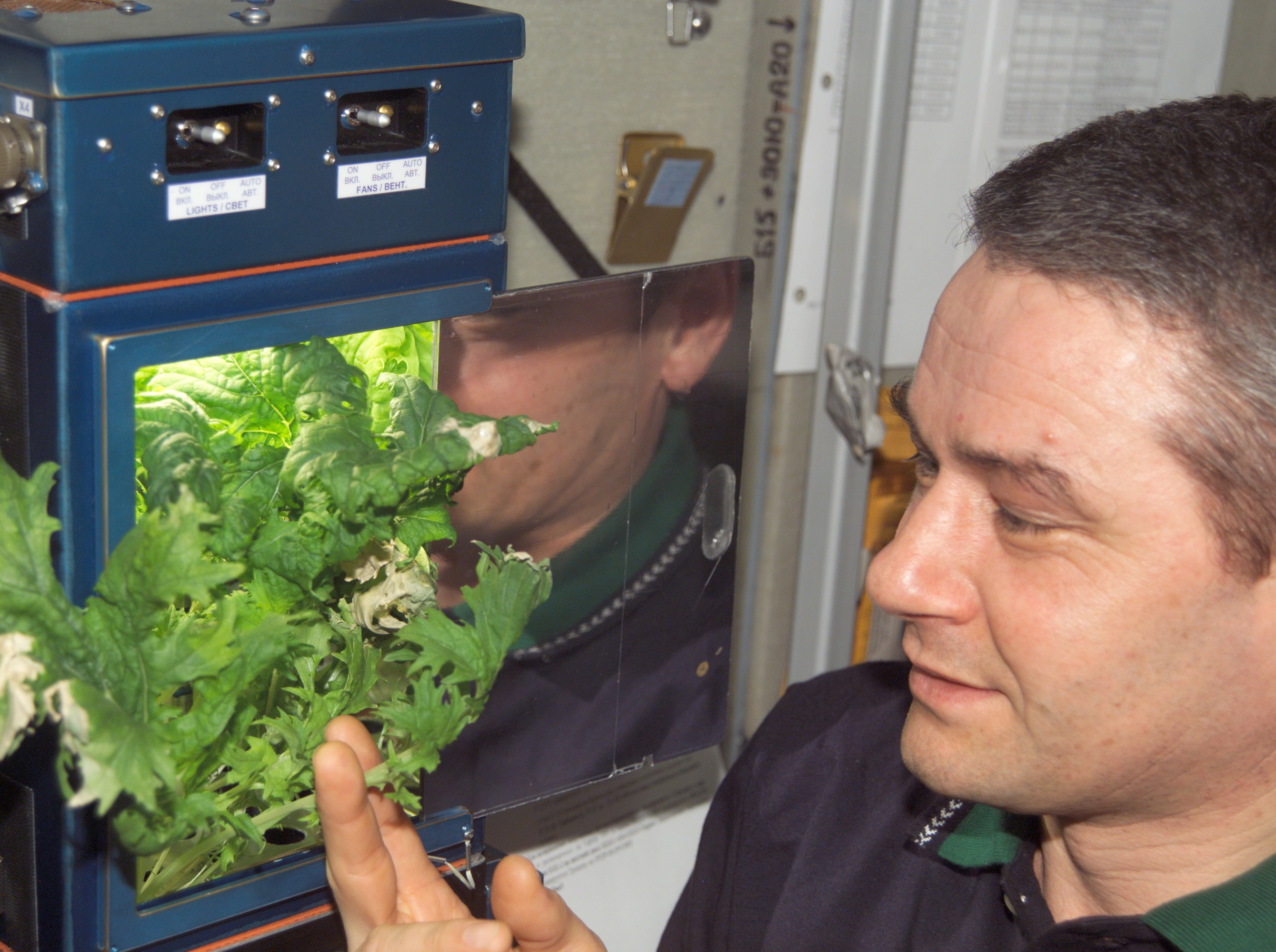
آزمایش رشد گیاه لادا

کشاورزی فضایی اشاره به کشت محصولات کشاورزی به‌منظور تولید موادغذایی و دیگر مواد در فضا و خارج از زمین (اجرام آسمانی) – به‌گونه‌ای مشابه کشاورزی در زمین دارد.
کشاورزی در اجرام آسمانی مانند ماه یا مریخ، شباهت‌های بسیاری با کشاورزی در یک ایستگاه فضایی دارد اما بسته به اندازه جرم آسمانی ممکن است ایستگاه فضایی فاقد پیچیدگی ریزگرانشی موجود در جرم آسمانی باشد. سطح ماه دارای سنگ‌هایی مثل کبالت هست که در صورت تأمین اکسیژن می‌توان در آن کشت صورت گرفت هر محیطی تفاوت‌هایی در زمینهٔ در دسترس بودن مواد اولیه به فرایند کشاورزی فضایی دارد: مواد معدنی مورد نیاز برای رشد گیاه، ترکیب خاک، تابش خورشیدی، برخورداری نسبی از کربن‌دی‌اکسید، نیتروژن و اکسیژن و غیره.

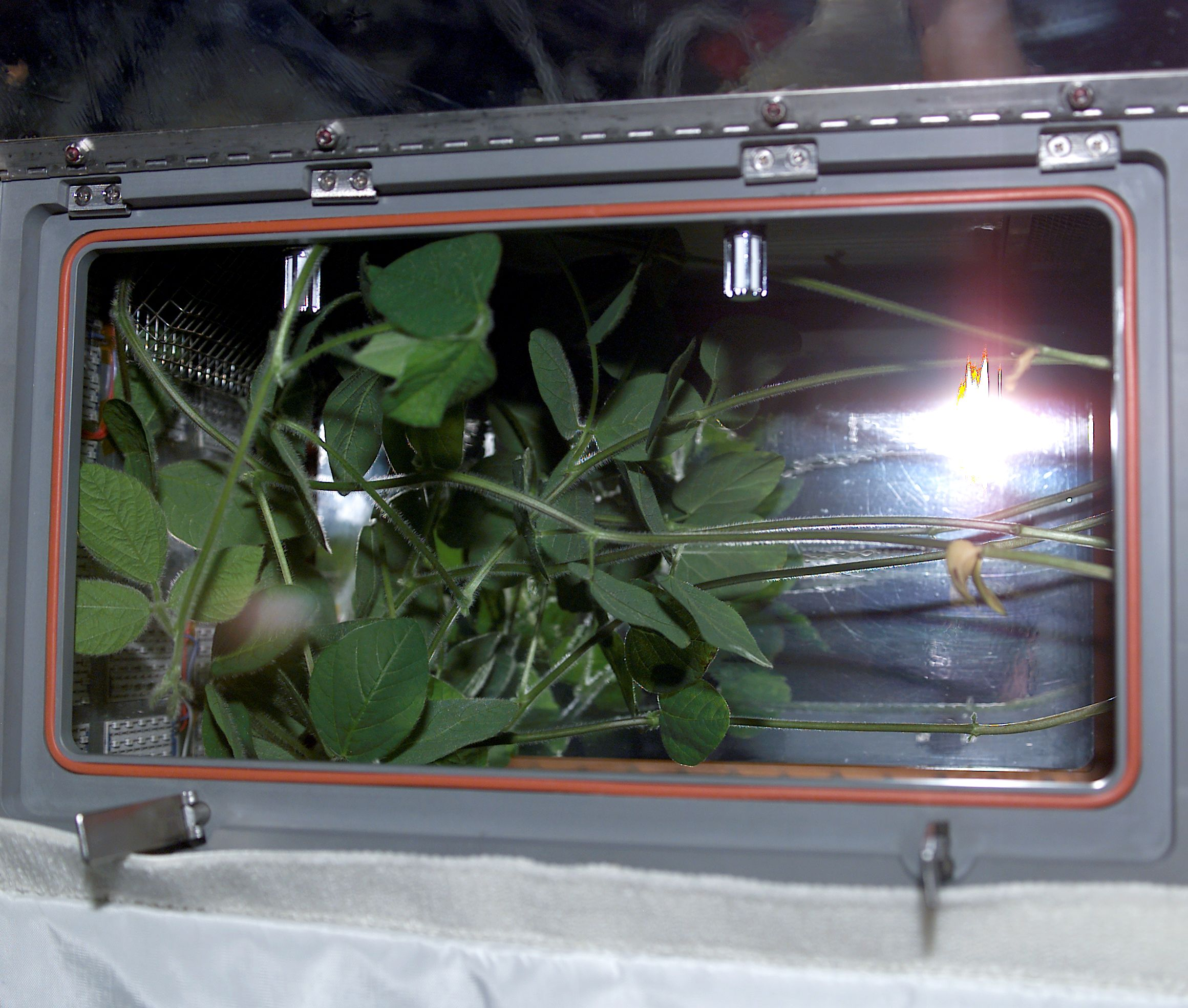
آزمایش رشدی گیاه سویا در فضاکشت پیشرفته